# Freek op safari
Freek op safari is een Nederlandse natuurreeks voor de jeugd.
De reeks is in 2012 gemaakt voor de VPRO door productiehuis Nuts & Friends Media en wordt ook in Vlaanderen sinds 2013 uitgezonden op Ketnet.
Freek Vonk is een professioneel zoölogisch onderzoeker en avonturier. In Zuid-Afrika, in het Zambiaans natuurreservaat van zijn vriend Ed-Jan, ook een Nederlander, en in Suriname demonstreert Freek wat er zoal komt kijken bij een 'safari', inclusief veiligheidstips, en stelt hij telkens één of meer dieren uit Afrika of de Amazone voor, waar de afzonderlijke afleveringen doorgaans naar zijn genoemd, zoals:
- Pofadder & gifslang
- Leeuw
- Olifant
- Afrikaanse varaan
- Krokodillen vangen (nijlkrokodil)
- Giftige vis (met gifstekel)
- Nijlpaarden en worstbomen.